# فاركادونا
فاركادونا (Φαρκαδών) هي مدينة في تريكالا في مقاطعة فوريا إلادا في اليونان. كان اسمها تسيوتي Τσιότι قبل عام 1955.